# 교동 (춘천시)
교동(校洞)은 강원특별자치도 춘천시의 행정동이다.

## 개요
교동은 시가지의 중심부로부터 500미터 반경 내에 위치한 순수 주거지역이다. 관내는 400여년의 전통을 지닌 춘천향교를 비롯하여 한림대학교, 유봉여자중학교, 유봉여자고등학교, 교동초등학교 등 다수의 교육기관과 한림대학교 춘천성심병원이 위치하고 있다.
생산시설과 농경지, 아파트 등이 형성되어 있지는 않으나 도심 속의 전형적인 주택 지역이다.

## 주요 시설

### 관공서
- 교동 행정복지센터
- 춘천시의회
- 춘천시청 임시청사

### 교육 시설
- 교동초등학교
- 유봉여자중학교
- 유봉여자고등학교
- 한림대학교